# Babí hřbet
Babí hřbet je geomorfologický okrsek na jižní Moravě, severně od města Brna. Je součástí podcelku Lipovské vrchoviny, která je částí Bobravské vrchoviny.
Jedná se o hrásť ve formě úzkého hřbetu tvořeného žulami, granodiority, diority a diabasy brněnského masivu. Nejvyšším bodem je vrchol Sychrova (455 m n. m.). Severojižní hřbet, začínající na severu Kuřimskou horou a na jihu končící u Mniší hory, je obklopen množstvím sníženin – Řečkovickým prolomem, Medláneckou sníženinou, Bystrckou kotlinou, Jinačovickým prolomem a Kuřimskou kotlinou.
Území Babího hřbetu je z převážné části zalesněno a tvoří rekreační zázemí města Brna. Byl zde zřízen přírodní park Baba. Zástavba zasahuje na území hřbetu pouze okrajově, na severu se jej dotýká Golf Resort Kaskáda.